# Texas (Nueva York)
Texas es una localidad o área no incorporada (o conocidas como aldea) ubicada en el condado de Oswego en el estado estadounidense de Nueva York. Texas se encuentra ubicada dentro del pueblo de Mexico.

## Geografía
Texas se encuentra ubicada en las coordenadas 43°30′46″N 76°15′5″O / 43.51278, -76.25139.